# 나승일
나승일(羅承日, 1962년 7월 4일 ~ )은 서울대학교 교수이며, 박근혜 정부의 교육부 차관을 역임하였다.

## 학력
- 1985년 : 서울대학교 농산업교육학 학사
- 1987년 : 서울대학교 대학원 농산업교육학 석사
- 1993년 : 오하이오주립대학교 대학원 산업교육학 박사

## 경력
- 오하이오 주립 대학교 조교수
- 1994년 ~ 1995년 : 미연방 Attebury Job Corps Center 교수
- 1996년 : 대구교육대학교 실과교육과 전임강사
- 대구교육대학교 실과교육과 조교수
- ~ 1999년 : 대구교육대학교 실과교육과 학과장
- 1999년 9월 ~ : 서울대학교 농업생명과학대학 대학원 농산업교육과 교수
- ~ 2013년 3월 : 서울대학교 농업생명과학대학 산업인력개발학과 교수
- 서울대학교 농업생명과학대학 대학원 농산업교육과 학과장
- 2009년 1월 : 서울대학교 농업생명과학교육연구센터 센터장
- 2012년 2월 : 서울대학교 농업생명과학대학 교육연수원 원장
- 농림수산식품교육문화원 비상임이사
- 새누리당 국민행복추진위원회 행복교육추진단 추진위원
- 제18대 대통령직인수위원회 교육과학분과 전문위원
- 2013년 3월 ~ 2014년 8월 : 교육부 차관
- 2021년 8월 ~ 2021년 11월: 국민의힘 윤석열 제20대 대통령 선거 예비후보 국민캠프 정책본부 정책자문단 교육 분과 간사
- 2021년 12월 ~ 2022년 1월: 국민의힘 선거대책위원회 정책총괄본부 4차 산업혁명 선도 정책본부 교육정책분과 위원장
- 2022년 1월 ~ 2022년 3월: 국민의힘 제20대 대통령선거 정책본부 4차 산업혁명 선도 정책본부 교육정책분과 위원장

|  | 제7대 교육부 차관 2013년 3월 13일 ~ 2014년 8월 26일 | 후임 김신호 |

| 전임 서남수 | 사회부총리 겸 교육부 장관 직무대행 2014년 7월 17일 ~ 2014년 8월 8일 | 후임 황우여 |